# عفيف الصلح
عفيف بن كامل الصلح (1890-1976)، سياسي لبناني من صيدا شارك في تحرير دمشق من العثمانيين واستقر فيها حتى الممات. انتُخب نائباً في المؤتمر السوري العام الذي توّج الأمير فيصل ملكاً دستورياً على سورية سنة 1920. حارب الانتداب الفرنسي وكان عضواً مؤسساً في الكتلة الوطنية مع الرئيس هاشم الأتاسي. وفي عهد الاستقلال كان أحد مؤسسي الحزب الوطني ودخل في حكومة الرئيس صبري العسلي وزيراً للدولة عام 1954.

## البداية
ولد عفيف الصلح في بيروت ودرس في مدارسها، ثم في كلية إسطنبول الحربية. التحق بالجيش العثماني وخاض معارك الحرب العالمية الأولى، وكان عضواً في المنتدى الأدبي قبل انضمامه إلى الثورة العربية الكبرى عام 1916. دخل دمشق مع قوات الأمير فيصل بن الحسين عام 1918 وانتُخب عضواً في المؤتمر السوري العام الذي توّج فيصل ملكاً على البلاد في 8 آذار 1920. وبعد سقوط الحكم الفيصلي وفرض الانتداب الفرنسي على سورية، بقي الصلح مقيماً بدمشق وفي سنة 1928 كان أحد مؤسسي الكتلة الوطنية مع الرئيس هاشم الأتاسي.

## الكتلة الوطنية (1928-1946)
دخل المجلس النيابي في الانتخابات الفرعية التي أقيمت بعد شغور مقعد نائب دمشق محمد علي العابد، يوم انتخابه رئيساً للجمهورية في حزيران 1932. حل الصلح في مقعده ممثلاً عن الكتلة الوطنية وأُعيد انتخابه مرتين كانت آخرها سنة 1943 عند ترشحه على قائمة الرئيس شكري القوتلي. شارك في الإضراب الستيني الذي أطلقته الكتلة سنة 1936، وكان حاضراً في مفاوضات بيروت بين هاشم الأتاسي والمندوب السامي الفرنسي هنري دي مارتيل، التي أنهت الإضراب وأدت إلى سفر وفد رفيع من الكتلة برئاسة الأتاسي، إلى فرنسا للتفاوض على مستقبل سورية.

## في عهد الاستقلال
في عهد الاستقلال وبعد جلاء القوات الفرنسية عن سورية، شارك عفيف الصلح في تأسيس الحزب الوطني وفي 1 آذار 1954، سمّي وزيراً للدولة في حكومة رئيسه صبري العسلي الأولى.

## الوفاة
اعتزل عفيف الصلح الحياة السياسية عند قيام الوحدة السورية – المصرية سنة 1958 وتوفي بدمشق عن عمر ناهز 86 عاماً سنة 1976.

## المناصب

### وزيراً للدولة (1 آذار – 19 حزيران 1954)
- سبقه في المنصب: لا يوجد
- خلفه في المنصب: ألغي المنصب

## المرجع
1. ↑  "موقع الموسوعة الدمشقية". مؤرشف من الأصل في 2024-02-24.
2. ↑  "موقع التاريخ السوري". مؤرشف من الأصل في 2024-06-08.
3. ↑  "موقع ذاكرة فلسطين". مؤرشف من الأصل في 2024-06-08.